# پامچال پربرگ
پامچال پربرگ (نام علمی: Primula frondosa) نام یک گونه از سرده پامچال است.